# Comuna de Jedwabno
Jedwabno (polaco: Gmina Jedwabno) é uma gminy (comuna) na Polónia, na voivodia de Vármia-Masúria e no condado de Szczycieński. A sede do condado é a cidade de Jedwabno.
De acordo com os censos de 2004, a comuna tem 3545 habitantes, com uma densidade 11,4 hab/km².

## Área
Estende-se por uma área de 311,51 km², incluindo:
- área agricola: 20%
- área florestal: 63%

## Demografia
Dados de 30 de Junho 2004:
|                      | Total   | Total | Mulheres | Mulheres | Homens  | Homens |
| -------------------- | ------- | ----- | -------- | -------- | ------- | ------ |
|                      | pessoas | %     | pessoas  | %        | pessoas | %      |
| População            | 3545    | 100   | 1743     | 49,2     | 1802    | 50,8   |
| Densidade (pop./km²) | 11,4    | 100   | 5,6      | 5,6      | 5,8     | 5,8    |

De acordo com dados de 2002, o rendimento médio per capita ascendia a 1689,86 zł.

## Comunas vizinhas
- Janowo, Nidzica, Olsztynek, Pasym, Purda, Szczytno, Wielbark